# Věcná práva
Věcná práva (latinsky ius in re) umožňují úplné nebo částečné právní panství nad určitou hmotnou i nehmotnou věcí. Postavení oprávněné osoby vylučuje kohokoliv jiného z právního působení na věc jím ovládanou, v případě porušení tohoto práva má právní nárok na ochranu před takovým jednáním. Jedná se o přímé, nezprostředkované panství nad věcí. Jako určitý protiklad věcných práv lze vnímat závazková práva, která jsou formou nepřímého panství nad věcmi a působí jen mezi stranami závazku (inter partes).
Věcná práva vznikla na základě římského práva, ačkoli samotný pojem iura in rem se začal používat až ve středověku. V občanském právu tvoří jednu z jeho základních částí.

## Znaky věcných práv
Věcná práva působí proti všem (erga omnes). Jsou to práva jednoho individuálně určeného subjektu vůči neurčitému počtu neurčitých subjektů. U závazkových vztahů se oproti tomu jedná jen o práva individuálních subjektů navzájem. Věcná práva obsahují pouze negativní vymezení povinnosti ostatních, tj. povinnosti zdržet se (non facere) zásahů do věcných práv, která svědčí věcně oprávněnému.
Předmětem věcných práv bývá zpravidla existující individuálně určená hmotná věc (např. konkrétní stavba nebo automobil), nelze je vymezit jako právo na něco obecně (např. právo na mzdu). Výjimkou je např. právo stavby, jež je bráno jako věc v právním smyslu, nebo zástavní právo, které lze zřídit např. k pohledávce.
Značná část věcných práv podléhá principu publicity, typicky jde o jejich zápisy do katastru nemovitostí.

## Druhy věcných práv
Jednotlivá věcná práva vymezuje občanský zákoník taxativním výčtem (numerus clausus), což znamená, že za věcná práva lze považovat jen taková, která jsou za ně občanským zákoníkem výslovně označena. Jedná se o:
- vlastnické právo (ius proprietas) – zahrnuje právo věc užívat (i s jejími plody a užitky), s věcí disponovat a věc držet, jeho prostřednictvím se realizuje užitná hodnota věci, omezeno může být jen se souhlasem vlastníka nebo na základě zákona (ve stavu nouze nebo při vyvlastnění); spadá sem i spoluvlastnictví a společné jmění manželů
- držba (possesio) – faktické ovládání určité věci, pokud s ní držitel nakládá jako s věcí vlastní
- věcná práva k cizí věci (iura in re aliena) – jejich obsahem je částečné právní panství nad cizí věcí, omezují vlastníka této věci, jedná se o:
  - právo stavby
  - věcná břemena (evidováno v katastru nemovitostí)
  - zástavní právo (evidováno v katastru nemovitostí v případě, že se jedná o zástavní právo k nemovité věci v katastru zapisované)
  - zadržovací právo
  - předkupní právo, je-li jako věcné právo sjednáno (evidováno v katastru nemovitostí v případě, že se jedná o předkupní právo k nemovitosti v katastru zapisované)